# Stelle principali della costellazione dei Pesci
Segue un prospetto delle stelle principali della costellazione dei Pesci, elencate per magnitudine decrescente.